# Force de la chose jugée en France
Ne doit pas être confondu avec Autorité de la chose jugée.
En droit français, une décision de justice a force de chose jugée ou entre en force lorsqu'elle n'est susceptible d'aucune voie de recours ordinaire (notamment appel), ou qui ne l'est plus parce que les recours ont été épuisés ou bien parce que les délais pour les exercer sont expirés.

## Définition
On dit d'un jugement qu'il a acquis force de chose jugée ou qu'il est passé en force de chose jugée.
Le législateur doit respecter les décisions de justice passées en force de chose jugée lorsqu'une validation législative est envisagée.
Ne pas confondre la force de chose jugée avec l'autorité de la chose jugée, qui est la qualité d'un jugement qui fait obstacle à d'autres procès portant sur ce qui a déjà été jugé. L'entrée en force est une condition à l'autorité de la chose jugée.